# Mitsubishi Endeavor
Mitsubishi Endeavor – średniej klasy SUV produkowany przez japońską firmę Mitsubishi od roku 2004. Do napędu użyto silnika V6 o pojemności 3,8 litra. Moc przenoszona jest na oś przednią lub obie osie poprzez 4-biegową półautomatyczną skrzynię biegów.

## Dane techniczne

### Silnik
- V6 3,8 l (3828 cm³), 4 zawory na cylinder, SOHC
- Układ zasilania: wtrysk
- Średnica cylindra × skok tłoka: 95,00 mm × 90,00 mm
- Stopień sprężania: 10,0:1
- Moc maksymalna: 228 KM (168 kW) przy 5000 obr./min
- Maksymalny moment obrotowy: 346 N•m przy 3750 obr./min
- Maksymalna prędkość obrotowa silnika: 6200 obr./min

### Osiągi
- Przyspieszenie 0-100 km/h: b/d
- Prędkość maksymalna: b/d

## Galeria

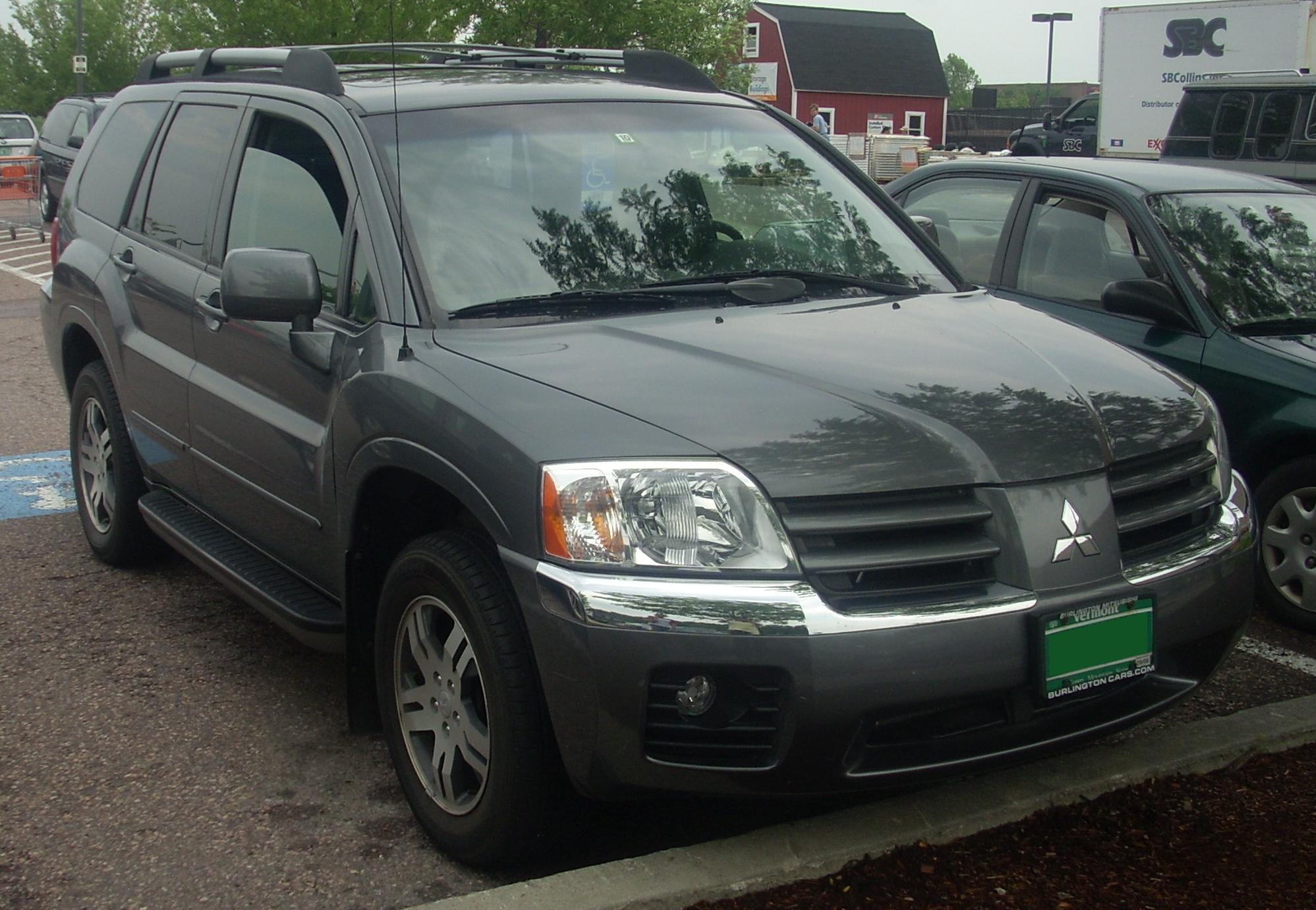
'04-'05 Endeavor
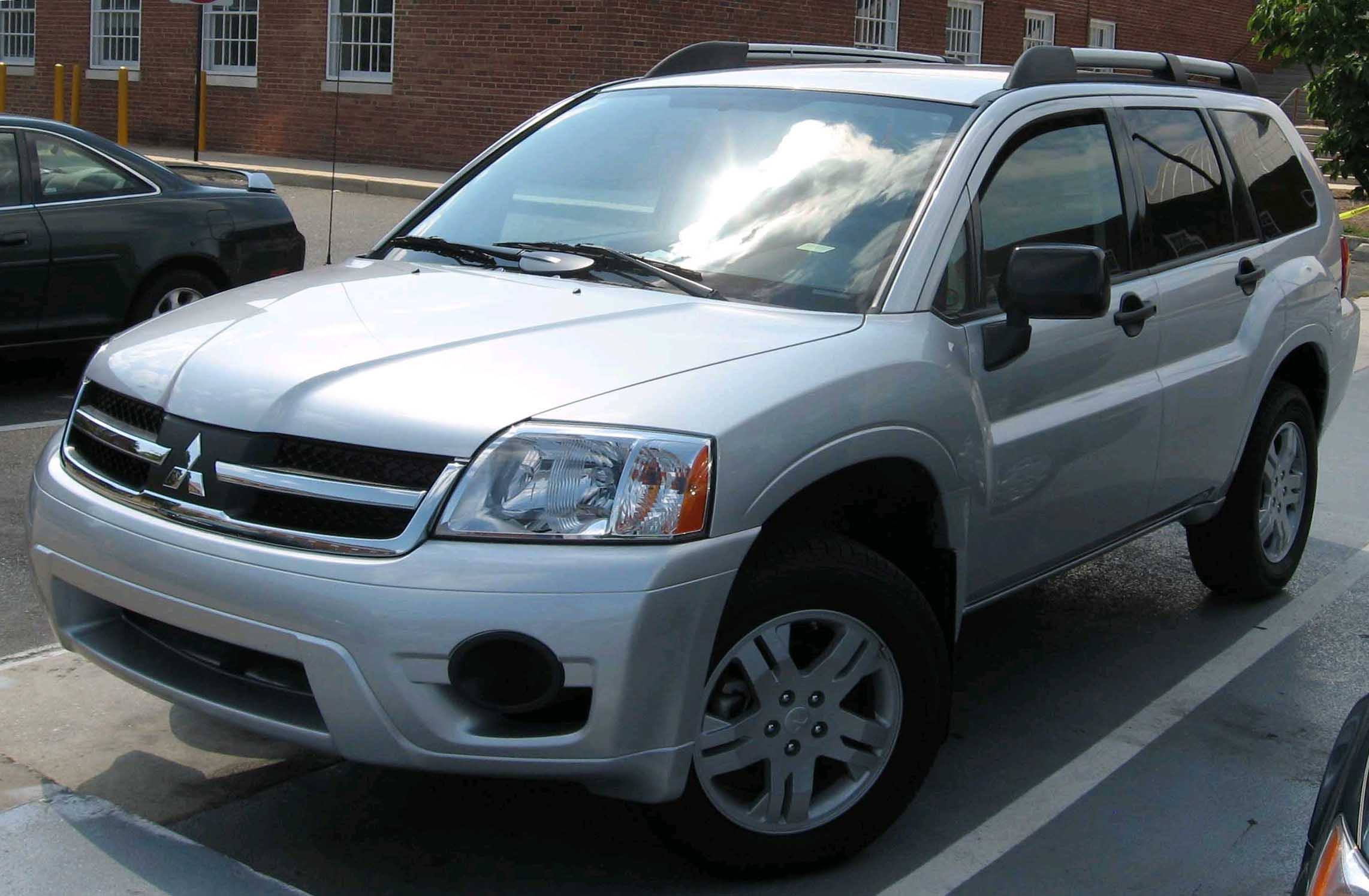
'06-'07 Endeavor
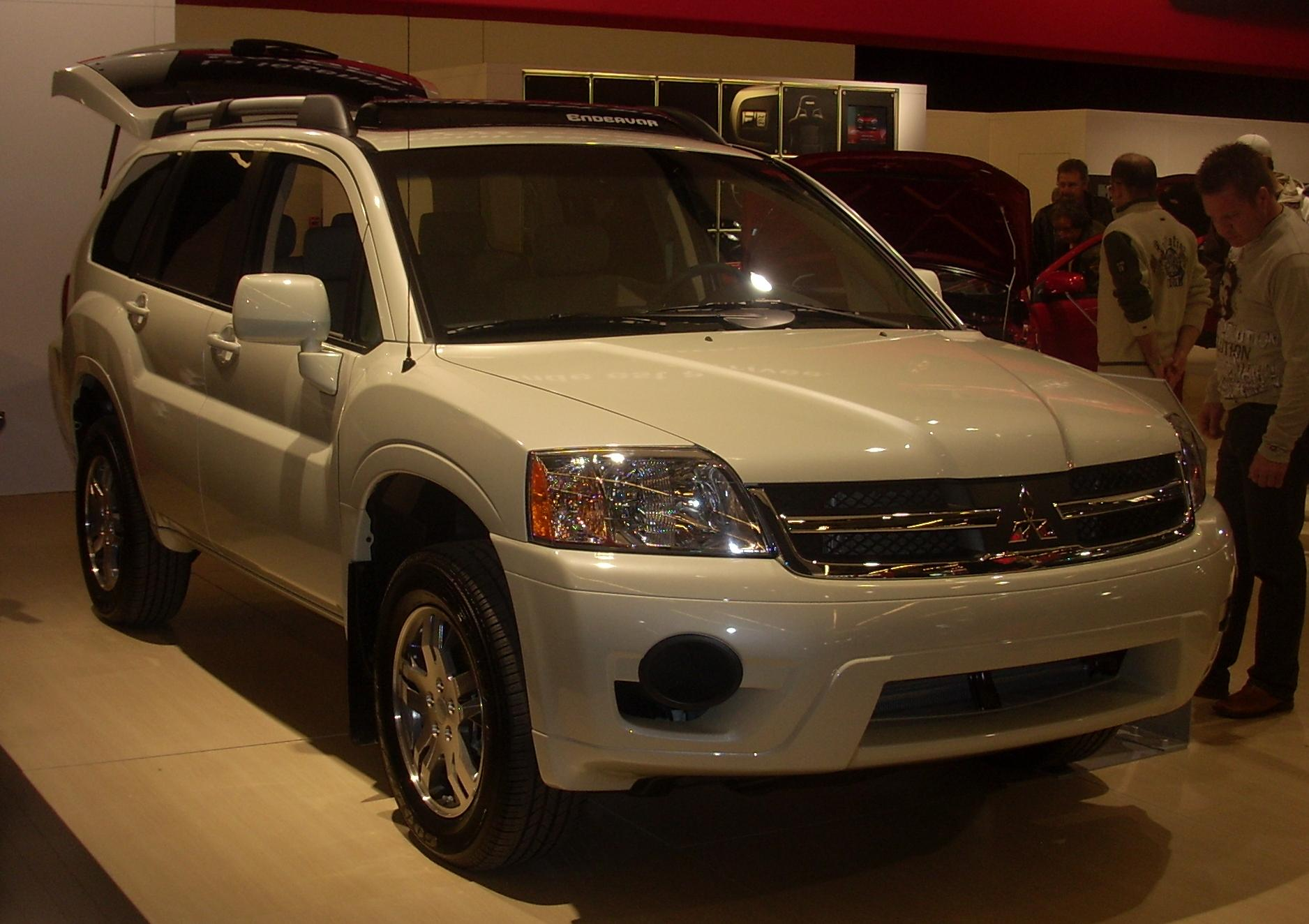
'08 Endeavor
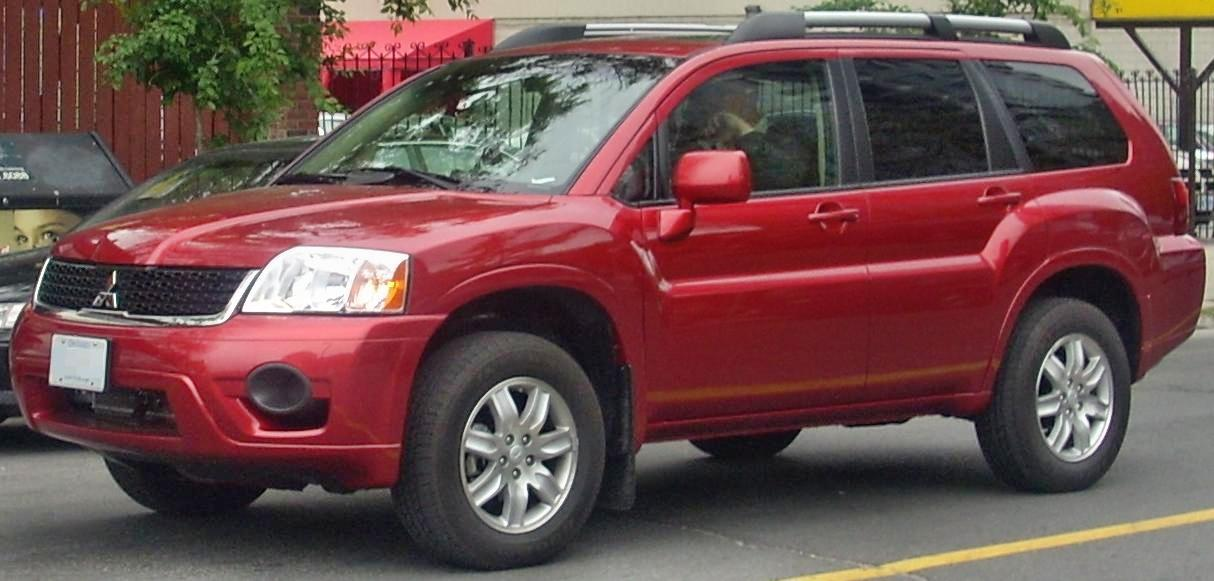
'10 Endeavor